# Eisenbahnunfall von Staplehurst

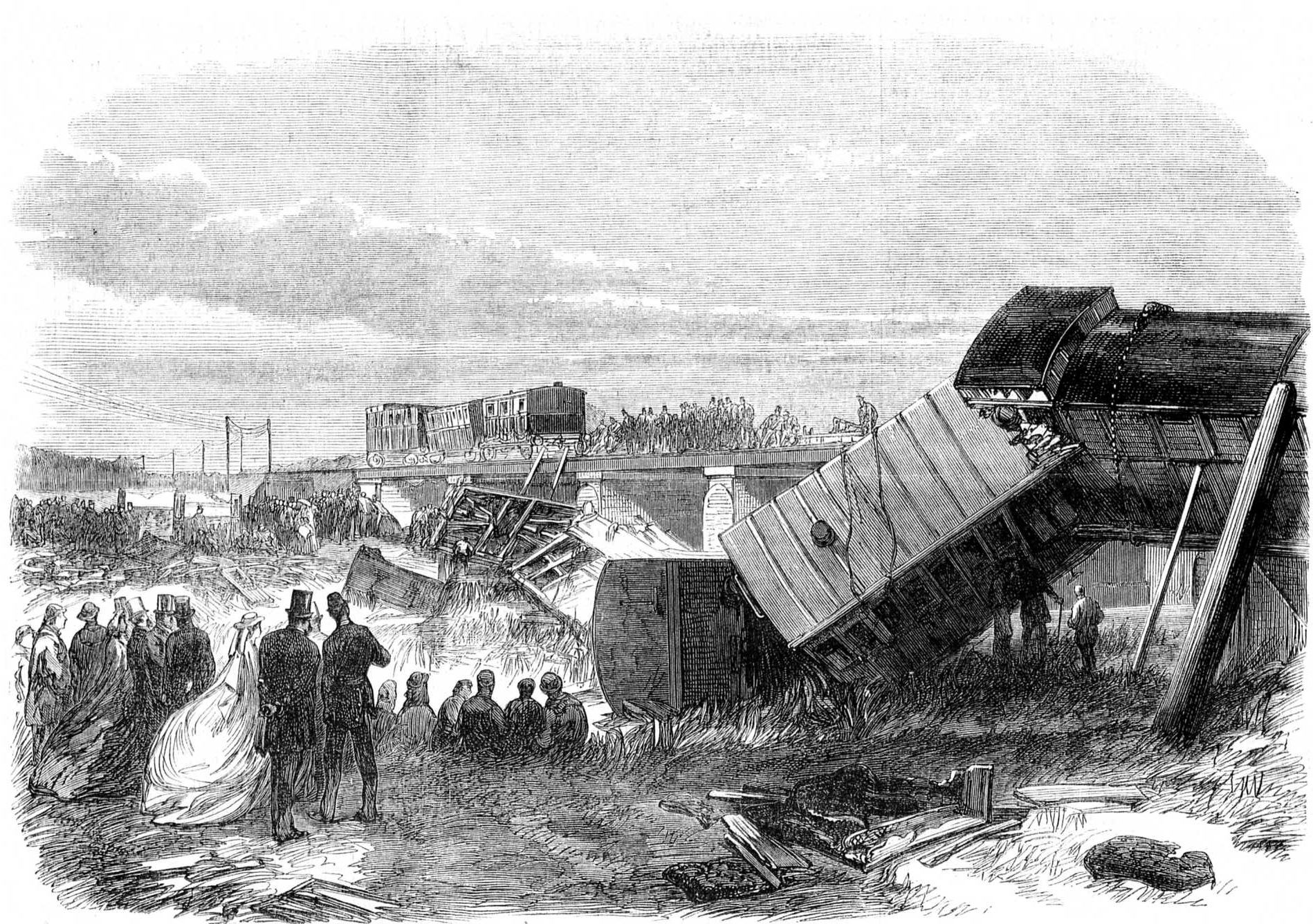
Abbildung des Eisenbahnunfalls von Staplehurst im Magazin The Illustrated London News

Der Eisenbahnunfall von Staplehurst, Kent, war ein Brückeneinsturz unter einem fahrenden Zug bei Bauarbeiten auf der South Eastern Main Line an der Brücke über den Beult, einem Nebenfluss des Medway, am 9. Juni 1865. Bei diesem Unfall starben 10 Reisende, 40 wurden verletzt. Ein Mitreisender im Zug war der Schriftsteller Charles Dickens.

## Rahmenbedingungen
Als Tidal wurden Boat trains bezeichnet, Züge die den Anschluss zwischen London und Schiffsverbindungen zum kontinentalen Festland herstellten, die gezeitenabhängig verkehrten, weil der Hafen von Folkestone damals noch nicht gezeitenfrei anzulaufen war. Dies bedingte einen täglich wechselnden Fahrplan.
Am Unfalltag fanden auf der Strecke bei Staplehurst Bauarbeiten statt. Für die Arbeiten ließ ein Vorarbeiter Schienen auf der Brücke über den Beult entfernen. Die Strecke war so lange vorschriftsmäßig mit Streckenposten und Knallkapseln zu sichern.

## Unfallhergang
Dem Vorarbeiter unterliefen zwei Fehler: Er versäumte es, die Knallkapseln montieren zu lassen und er rechnete irrtümlich mit einer späteren Ankunft des Zuges. Die Gleisanlage war so nicht rechtzeitig wiederhergestellt, als der Tidal von Folkestone sich näherte, der mit Reisenden einer Schiffsverbindung aus Frankreich besetzt war. Der Streckenposten, der Zügen die Gefahr signalisieren sollte, war nicht, wie vorgeschrieben, 1.000 yards (910 m), sondern lediglich 554 yards (507 m) vor der Baustelle aufgestellt. Der Zug konnte so nicht mehr rechtzeitig bremsen und überfuhr die Schienenlücke mit etwa 50 km/h. Die Lokomotive rutschte noch über die Holzbalken, auf denen die Schienen auf der Brücke hätten montiert werden sollen, aber der Stoß, den der entgleisende Zug auf der Brücke verursachte, brach die gusseisernen Brückenträger. Lokomotive, Schlepptender und ein Gepäckwagen blieben auf dem Gleis, der folgende Reisezugwagen blieb nach seinem Absturz relativ unbeschadet an der Brücke hängen (in ihm reiste Charles Dickens), die folgenden Fahrzeuge stürzten ab, nur die letzten drei blieben wieder auf dem Gleis stehen.

## Untersuchungsergebnis
Neben den Sicherungsversäumnissen auf der Baustelle wurde auch die Konstruktion der Brücke beanstandet, die keinerlei zusätzliche Sicherungen gegen einen Absturz von Fahrzeugen aufwies.

## Literarischer Niederschlag
Der Schriftsteller Charles Dickens befand sich auf einer Rückreise von Paris im ersten Reisezugwagen (auf der Abbildung ist das derjenige, der halb von der Brücke herunterhängt). Er war in Begleitung seiner Geliebten Ellen Ternan und deren Mutter. Dickens wurde nicht verletzt, war durch den Unfall allerdings psychisch traumatisiert, was auch zu seinem Tod beigetragen haben soll. In Folge des Unfalls versuchte er, Zugreisen zu vermeiden. Er schilderte das Erlebnis im Nachwort zu dem Roman Our Mutual Friend, an dem er während der Reise gearbeitet hatte. Nachdem er sterbenden und verletzten Reisenden Hilfe geleistet hatte, kletterte er noch einmal in den Wagen zurück, um das Manuskript des Buches zu retten. Kurz nach dem Unfall schrieb er die Kurzgeschichte The Signal-Man, eine Geistergeschichte um einen Eisenbahnunfall. Diese schöpft aber eher aus den Ereignissen des Eisenbahnunfalls im Clayton-Tunnel, der sich 1861 ereignete.
Weiter wurde der Eisenbahnunfall von Staplehurst in der Handlung von Ronald Frederick Delderfields „God is an Englishman“ (Swann Saga) verarbeitet und der Unfall ist Ausgangspunkt des Romans Drood aus dem Jahr 2009 von Dan Simmons.